# 4049 Норагаль
4049 Норагаль (4049 Noragalʹ) — астероїд головного поясу, відкритий 31 серпня 1973 року.
Тіссеранів параметр щодо Юпітера — 3,171.